# Nikos Engonópoulos
Nikos Engonópoulos född 21 oktober 1910 i Aten, död 30 oktober 1985, var en grekisk författare och konstnär.
Engonópoulos var en surrealistisk författare som förenade den moderna europeiska stilen med forngrekiska och bysantinska traditioner. Hans första diktsamlingar, Min omilite eís ton odigon, 1938 och Ta kleidokymbala tis siopis, 1939 skrevs med automatskrift. Under den tyska ockupationen skrev han den symboliska frihetsdikten Bolivar, 1944.